# Karviná (huyện)
Huyện Karviná (tiếng Séc: Okres Karviná) là một huyện (okres) nằm trong vùng Moravia–Silesia của Cộng hòa Séc. Huyện Karviná có diện tích 347 km², dân số năm 2002 là 277244 người. Thủ phủ huyện đóng ở Karviná. Huyện này có 17 khu tự quản.

## Các khu tự quản
Huyện Karviná có 17 khu tự quản sau: